# Antonio Hrnčević
Antonio Hrnčević (Sisak, 7. lipnja 1984.) je hrvatski nogometaš.
Karijeru je počeo u Segesti iz Siska, pa je nastavio igrati u NK Ogulinu, Osijeku, zaprešičkom Interu, Vinogradaru i NK Radniku iz Sesveta. U sezoni 2008./09. pod Lončarevićem je u momčadi, no dolaskom Steinbrücknera gubi svoj status. Nakon isteka ugovora napušta Osijek te nastavlja u klubovima zagrebačkog prstena. U ljeto 2013. vraća se u matični klub Segestu.
Prema transfermarktu vrijedi 300.000 € te igra na poziciji napadača.

## Vanjske poveznice
- Antonio Hrnčević na hnl-statistika.com